# Sport (botanik)
Sport är en term inom botanik och hortikultur. Det är en del av en växt som avviker morfologiskt från resten av plantan. Det kan vara avvikande färg eller form hos grenar, blad eller blommor.
Sporter med önskvärda egenskaper tas ofta tillvara och förökas vegetativt. Dessa utgör nu nya sorter. Sorter som härstammar från sporter har ofta en tendens att revertera (återgå till ursprungsformen).